# Odenwald-Madonnen-Weg
Der Odenwald-Madonnen-Weg ist ein 135–174 km langer Radwanderweg durch den Odenwald, das Neckartal und die Rheinebene. Seinen Namen hat der Weg wegen seines Verlaufes durch das „Madonnenländchen“ mit dem Wallfahrtsort Walldürn. Ebenfalls liegen auf seiner Route der Naturpark Neckartal-Odenwald und der Geo-Naturpark Bergstraße-Odenwald.
Der Odenwald-Madonnen-Weg ist mit drei Sternen des ADFC ausgezeichnet.

## Streckenverlauf

### Profil und Charakteristika

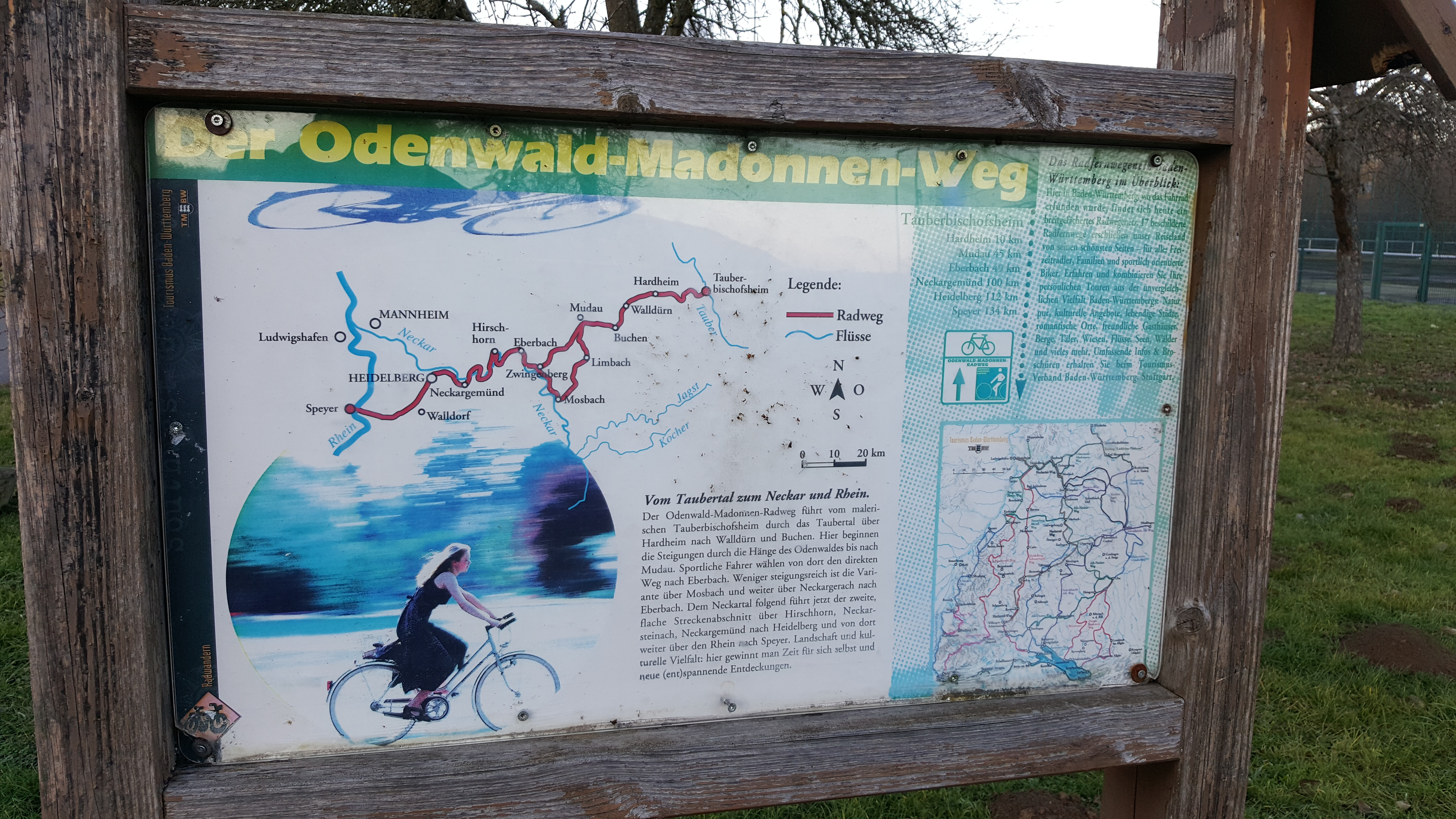
Hinweistafel für den Odenwald-Madonnen-Weg in Tauberbischofsheim

Der erste Teil des Radweges führt von Tauberbischofsheim über den Brehmbachtalradweg bis Königheim, bevor der Radfernweg bis Zwingenberg durch den steigungsreichen Odenwald in einer abwechselnden Berg- und Talfahrt verläuft. Der zweite Abschnitt entlang von Neckartal und Rhein-Ebene ist fast nur noch eben.
Der Radweg beginnt in Tauberbischofsheim und führt an zahlreichen Kirchen und Kapellen vorbei über Königheim, Hardheim und Höpfingen zum katholischen Wallfahrtsort Walldürn. angekommen ist. Ab Mudau-Lagenelz stehen zwei Varianten zur Auswahl. Die kürzere – aber steigungsreiche – Westroute über Waldbrunn oder die etwas längere Ostroute über die ehemalige Bahnstrecke Wanderbahn Neckar-Odenwald nach Mosbach. Beide Routen treffen in Zwingenberg wieder aufeinander. Entlang des Neckar erreicht man über Eberbach und Hirschhorn die Universitätsstadt Heidelberg. den Inbegriff der Romantik bereithält. Stadtauswärts kommt ein Stück verkehrsreiche Strecke, bevor man in Schwetzinger Stadtwald auf ruhigen Waldwegen weiter Richtung Endziel Speyer fährt.

### Anschlüsse
In beiden Richtungen lässt sich die Reise auf dem Fahrrad fortsetzen. Von Tauberbischofsheim über den Taubertalradweg oder den Main-Tauber-Fränkischen Rad-Achter und von Speyer über den Rhein-Radweg. In Tauberbischofsheim besteht daneben ein Anschluss zum Jakobsweg Main-Taubertal.
Entlang des Streckenverlaufs bestehen weitere Anknüpfungspunkte: In Hirschhorn zum Neckartal-Radweg und in Heidelberg zum Heidelberg-Schwarzwald-Bodensee-Radweg.